# مارلین اسپورت‌کارز
مارلین اسپورت‌کارز (انگلیسی: Marlin Sportscars) شرکت خودروسازی بریتانیایی است، که در سال ۱۹۷۹ تأسیس شد.